# Kraftisried
Kraftisried è un comune tedesco di 745 abitanti, situato nel land della Baviera.